# 10cm (nhóm nhạc)
10cm (tiếng Hàn: 십센치) là một nhóm nhạc Hàn Quốc một thành viên bao gồm Kwon Jung-yeol (tiếng Hàn: 권정열, sinh ngày 1 tháng 3 năm 1983), một ca sĩ, nhạc sĩ người Hàn Quốc.
Ban đầu gồm 2 thành viên Kwon Jung-yeol và Yoon Cheol-jong, 10cm ra mắt vào năm 2010. Với việc phát hành đĩa đơn "Americano", nhóm nhanh chóng trở thành một trong những nghệ sĩ Indie nổi tiếng nhất Hàn Quốc. Album đầu tiên của nhóm, 1.0 (2011) đã bán được 30.000 bản, một kỷ lục cho nghệ sĩ Indie vào thời điểm đó. Tiếp nối sự thành công của các đĩa đơn cũng như album 2.0 (2012) và 3.0 (2014), 10cm đã đạt vị trí số 1 trên bảng xếp hạng âm nhạc Gaon vào năm 2016 với đĩa đơn "What the Spring??".
Yoon rời nhóm vào tháng 7 năm 2017 khi đối mặt với cáo buộc sử dụng cần sa. Kwon tiếp tục quảng bá với tư cách nghệ sĩ solo dưới cái tên 10cm, phát hành album 4.0 vào tháng 9 năm 2017 và các đĩa đơn khác, trong đó có các bài hát lọt vào Top 10 như "Mattress" (2018), "However" (2019) và "Borrow Your Night" (2021).

## Danh sách đĩa nhạc

### Album phòng thu
| Tựa đề | Thông tin | Vị trí xếp hạng cao nhất | Doanh số    |
| Tựa đề | Thông tin | HQ                       | Doanh số    |
| ------ | --- | ------------------------ | ----------- |
| 4.0    | - Phát hành: 1 tháng 9 năm 2017 - Hãng: Magic Strawberry Sound, LOEN Entertainment - Định dạng: CD, digital download | 18                       | - HQ: 2,083 |

### Single
| Tựa đề               | Năm  | Vị trí xếp hạng cao nhất | Doanh số (DL) | Album |
| Tựa đề               | Năm  | KOR                      | Doanh số (DL) | Album |
| -------------------- | ---- | ------------------------ | ------------- | ----- |
| "Help"               | 2017 | 11                       | - HQ: 162,569 | 4.0   |
| "Phonecert" (폰서트) | 2017 | 18                       | - HQ: 387,305 | 4.0   |

### Collaboration
| Tựa đề               | Năm  | Vị trí xếp hạng cao nhất | Doanh số (DL) | Album      |
| Tựa đề               | Năm  | HQ                       | Doanh số (DL) | Album      |
| -------------------- | ---- | ------------------------ | ------------- | ---------- |
| "Bye Babe" with Chen | 2017 | 28                       | - HQ: 121,867 | SM Station |

### Bài hát xếp hạng khác
| Tựa đề | Năm  | Vị trí xếp hạng cao nhất | Doanh số (DL) | Album |
| Tựa đề | Năm  | HQ                       | Doanh số (DL) | Album |
| ------ | ---- | ------------------------ | ------------- | ----- |
| "Pet"  | 2017 | 92                       | - HQ: 40,910  | 4.0   |